# Irauçuba (ort)
Irauçuba är en ort i Brasilien.   Den ligger i kommunen Irauçuba och delstaten Ceará, i den östra delen av landet, 1 600 km nordost om huvudstaden Brasília. Irauçuba ligger 150 meter över havet och antalet invånare är 13 281.
Terrängen runt Irauçuba är varierad.Det finns inga andra samhällen i närheten. 
Omgivningarna runt Irauçuba är huvudsakligen savann. Runt Irauçuba är det ganska glesbefolkat, med 26 invånare per kvadratkilometer.